# Stimme der DDR

Stimme der DDR

Stimme der DDR war ein Hörfunkprogramm des Rundfunks der DDR. Es war auch für deutschsprachige Hörer außerhalb der Grenzen der DDR gedacht – vor allem für Montage-Arbeiter und die Seefahrt der DDR, aber auch als Propaganda-Medium im „kapitalistischen Ausland“. Es hatte einen hohen Wortanteil und bot politische Informationen, Unterhaltung und Kultur. Vom Programmstart 1949 bis 1971 und ab 1990 lautete der Name Deutschlandsender.

## Einordnung und Programmauftrag
Die Stimme der DDR war eines der sechs Programme des Deutschen Demokratischen Rundfunks. Seine inhaltliche Lenkung erfolgte durch das Staatliche Komitee für Rundfunk, das den Direktiven des Ministerrats der DDR unterworfen war. Sämtliche Anlagen gehörten der Deutschen Post.
Der Programmauftrag der Stimme der DDR lautete „dem wachsenden Interesse am internationalen Kampf für Frieden und Sozialismus und gegen den Krieg und Imperialismus Rechnung tragen“. Beiträge über die Bundesrepublik Deutschland traten gegenüber Themen zum Aufbau des Sozialismus im eigenen Land in den Hintergrund. Die Abgrenzung zum anderen deutschen Staat und die Werbung für die Anerkennung der DDR wurden zum wesentlichen Programminhalt. Die anderen zentralen Programme waren: Radio DDR I (Information und Unterhaltung), Radio DDR II (Bildung und Kultur), Berliner Rundfunk (politisches und kulturelles Geschehen in der Hauptstadt), Radio Berlin International (Informationen über die DDR in 12 Sprachen) und Jugendradio DT 64.

## Geschichte
Nachdem das Staatliche Rundfunkkomitee 1971 beschlossen hatte, die auf die Bundesrepublik und West-Berlin ausgerichteten Sender Deutschlandsender und Berliner Welle durch Stimme der DDR zu ersetzen, startete das neue Programm am 15. November 1971. Die Redaktionen saßen im Berliner Funkhaus Nalepastraße.
Erster Intendant des Senders wurde Kurt Goldstein. Die Stimme der DDR strahlte ihr Programm über Langwelle (177 kHz), Mittelwelle (729, 783 und 1359 kHz), Kurzwelle (6115 und 7185 kHz) und UKW DDR-weit aus. Sie war auch im Zonenrandgebiet der Bundesrepublik Deutschland zu empfangen. Vor allem auf Langwelle war das Programm tagsüber auch in der gesamten Bundesrepublik und darüber hinaus problemlos zu empfangen.
Am 8. Februar 1990 wurde Stimme der DDR in Deutschlandsender (DLS) rückbenannt und vier Monate später, am 16. Juni 1990, mit dem Programm Radio DDR II zum Sender DS Kultur fusioniert. Dieser wiederum ging am 1. Januar 1994 im Deutschlandradio auf. Durch Festlegung des Einigungsvertrages wurden die Rundfunkstrukturen der DDR zum 31. Dezember 1991 aufgelöst.
Seit 2011 ist Stimme der DDR ein markenrechtlich eingetragenes Blog mit den Schwerpunkten Ostdeutschland und Gesellschaft. Das Blog war 2018 auf der Shortlist des Alternativen Medienpreises.

## Programm
Eine legendäre Sendung bei Stimme der DDR war „Wünsch dir doch mal Tanzmusik“.